# Erlenbach am Main

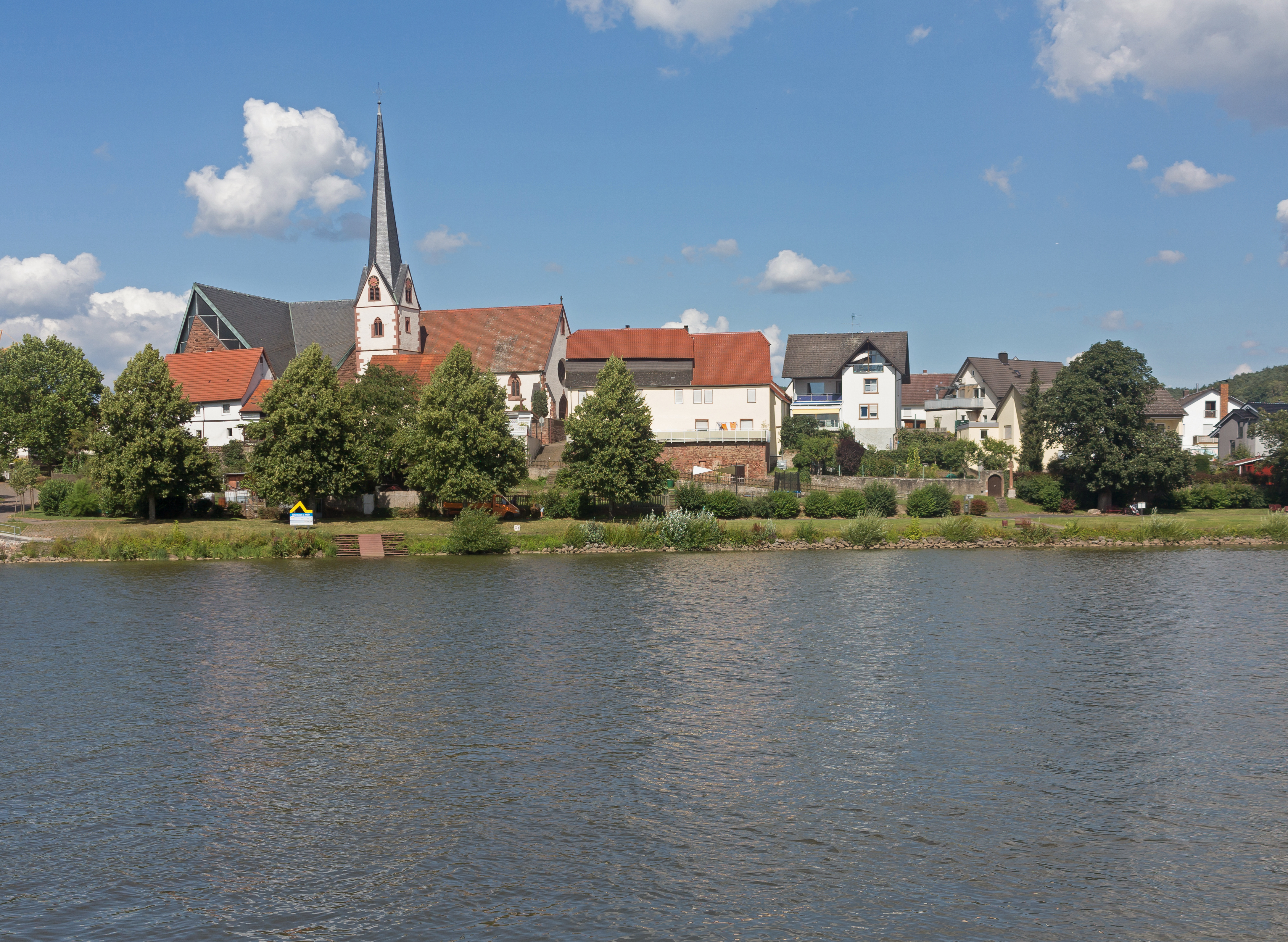
Blick auf das Mainufer von Erlenbach aus Richtung Wörth

Erlenbach am Main (amtlich: Erlenbach a.Main) ist die bevölkerungsreichste Stadt im unterfränkischen Landkreis Miltenberg. Sie liegt im Nordwesten Bayerns bei Miltenberg. Die Stadterhebung erfolgte im Jahre 1970. Die Stadt beherbergt eines der beiden Krankenhäuser des Landkreises Miltenberg und ist bekannt für ihre Weine.

## Geografie
Erlenbach liegt in Unterfranken, am Mainviereck in der Nähe von Aschaffenburg. Der topographisch höchste Punkt der Stadt befindet sich mit 320 m ü. NHN am Gipfel des Galgenberges nordöstlich von Mechenhard, der niedrigste liegt im Main auf 116,5 m ü. NHN.

### Gemeindegliederung
Es gibt drei Gemeindeteile (in Klammern ist der Siedlungstyp angegeben):
- Erlenbach am Main (Hauptort)
- Mechenhard (Pfarrdorf)
- Streit (Kirchdorf)

Seit 1. August 2008 gehört die Gemarkung Hohe Berg zum Stadtgebiet.

### Nachbargemeinden
|                         | Markt Elsenfeld                             | Forstwald (Gemeindefreies Gebiet) |
| Stadt Obernburg am Main | Kompassrose, die auf Nachbargemeinden zeigt | Markt Mönchberg                   |
| Stadt Wörth am Main     | Stadt Klingenberg am Main                   |                                   |

## Name

### Etymologie

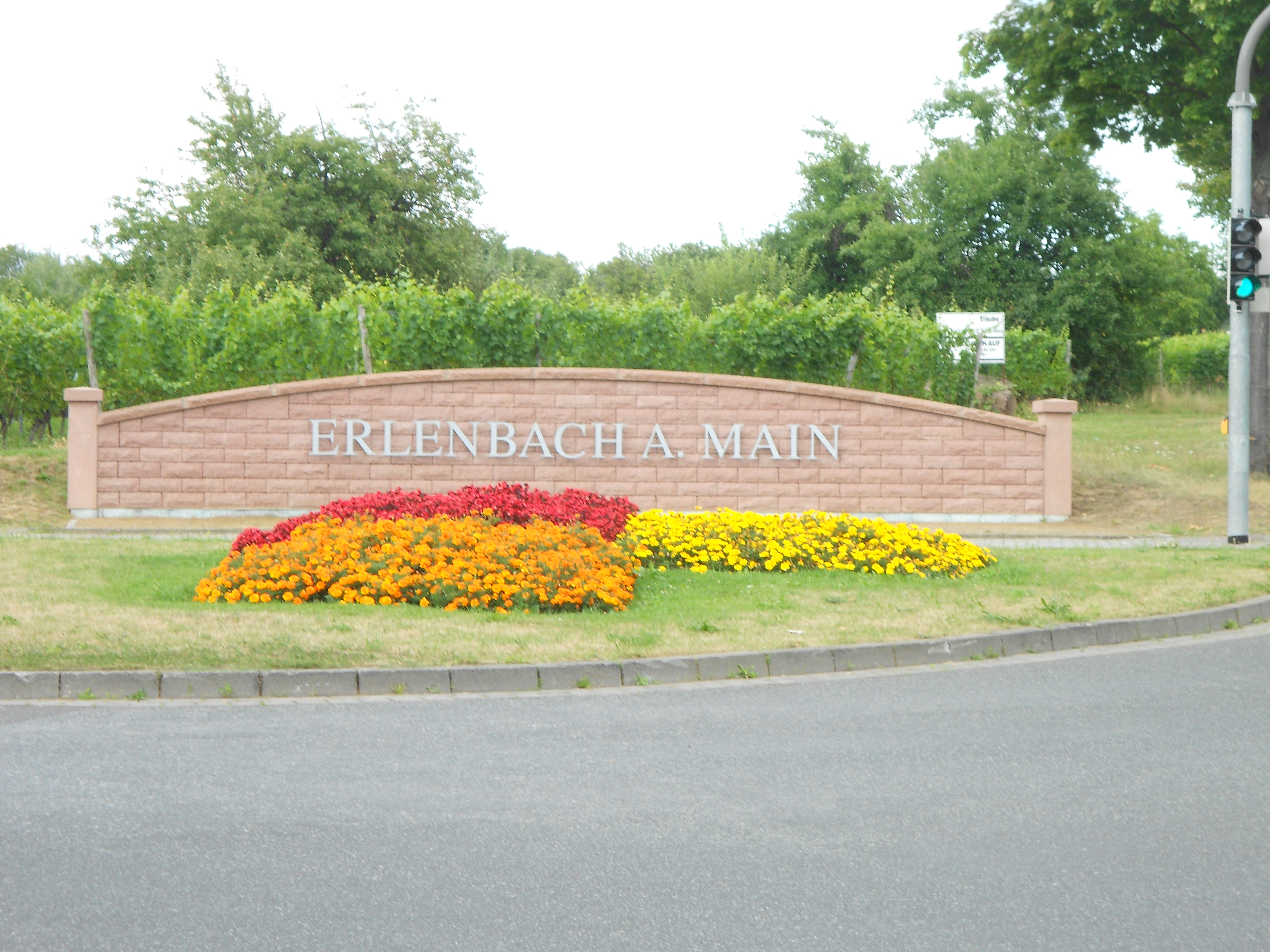
Mauer am Ortseingang

Der Ortsname stammt von dem in der Nähe fließenden, gleichnamigen Erlenbach. Weil die hochmittelalterliche Vorgängersiedlung von Wörth am Main am gegenüberliegenden Mainufer auch Erle(n)bach hieß, kann das namensgebende Gewässer mit dem dort in den Main mündenden, auf heutigen Karten als Mutterbach bezeichneten Gewässer identifiziert werden, zumal sich an dessen Oberlauf eine Ansiedlung namens Walderle(n)bach befand. Der heutige Zusatz am Main unterscheidet Erlenbach von weiteren gleichnamigen Orten.

### Frühere Schreibweisen
Frühere Schreibweisen des Ortes aus diversen historischen Karten und Urkunden:
| - 1229 Erlebach - 1236 Erlbach - 1248 Erlebach | - 1259 Erelbach - 1275 Erlenbach - 1521 Erlenbach a.Main |

## Geschichte

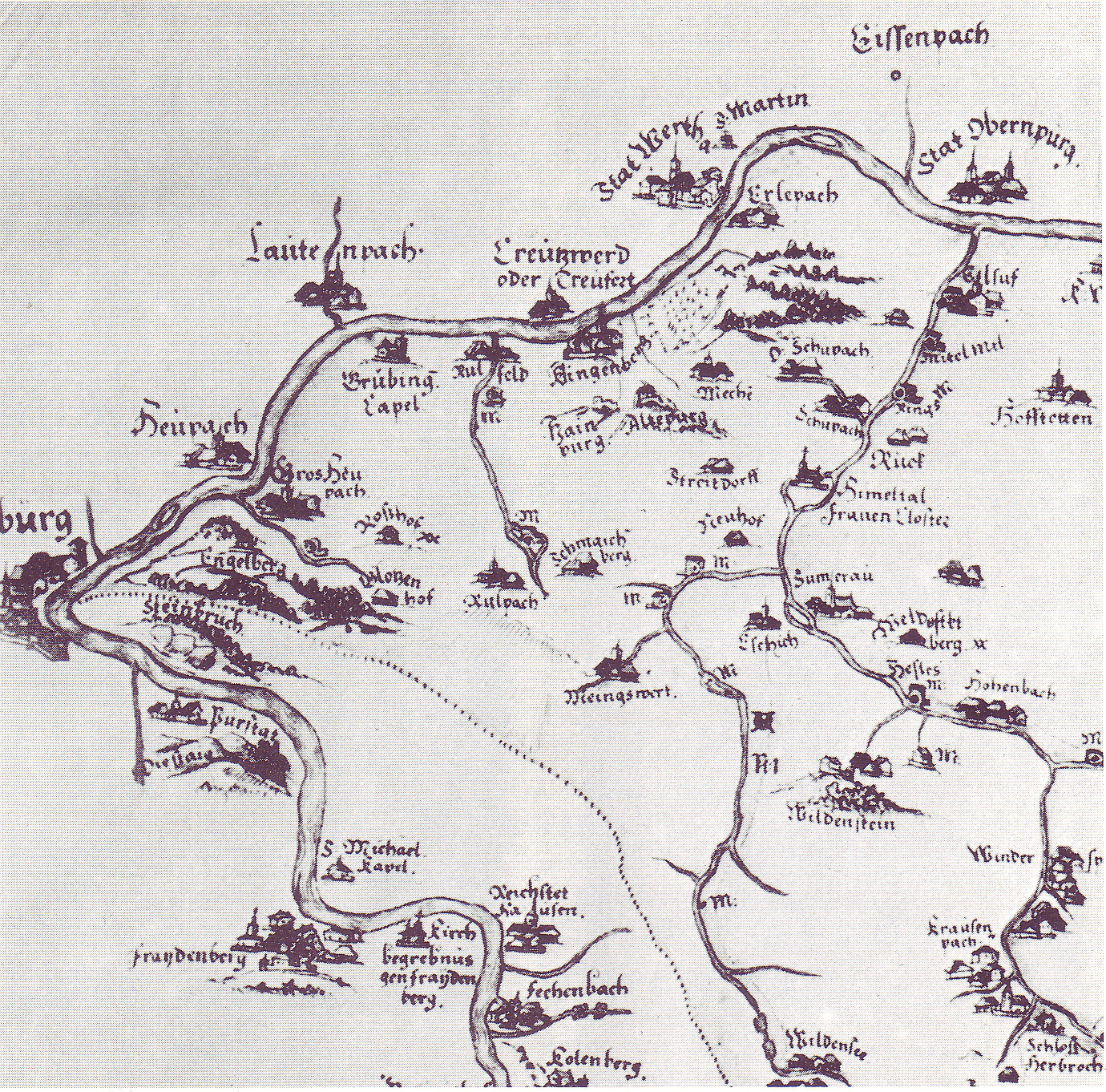
Erlenbach in der Spessartkarte von Paul Pfinzing von 1594 (Norden ist rechts)

### Bis zur Gemeindegründung
Wann die Region von Menschen in Besitz genommen wurde, liegt im Dunkel der Geschichte. Im Jahre 1876 wurden vier Hügelgräber aus der Bronzezeit (etwa 1550–1250 v. Chr.) entdeckt. 1981 wurden zwei typische Urnengräber aus der Zeit um 1000–800 v. Chr. gefunden.
Im ersten Jahrhundert unserer Zeitrechnung reichte das römische Imperium bis an den Main. Der nasse Limes, der Ostteil des Obergermanisch-Raetischen Limes, wurde mit Kastellen abgesichert. Um den Römern auszuweichen, verlagerten die germanischen Stämme auf der gegenüberliegenden rechten Mainseite ihr Siedlungsgebiet nach Osten. Als das römische Reich zerfiel, sollte es noch viele Jahre dauern, bis die Franken 531 in das Mainland vordrangen und ihrerseits Siedlungen gründeten.
Die ersten Erlenbacher Höfe wurden wahrscheinlich erst zwischen 800 und 950 n. Chr. errichtet.
Um das Jahr 1183 soll Kaiser Friedrich Barbarossa dem Ort Erlenbach die „Marktgerechtigkeit“ verliehen haben. Der Sage nach geschah dies aus Dankbarkeit, weil ein auf den Kaiser geplanter Anschlag von Erlenbacher Bürgern verhindert worden wäre. Die kaiserliche Auszeichnung habe man mit einem Markt- und Freiheitszeichen optisch zum Ausdruck gebracht. Es zeigt ein großes Kreuz, auf dessen Spitze ein Hahn steht. Am Querbalken ist einseitig aufragend eine Hand, auf der anderen Seite, abwärts gerichtet, ein Schwert befestigt. Die nach oben zeigende Hand mache deutlich, dass die Bewohner des Ortes Erlenbach unter dem besonderen Schutz des Kaisers standen und dass jeder, der dem zuwiderhandelte, damit rechnen musste, mit dem Schwert des Herrschers gerichtet zu werden.
Nach neuen Forschungsergebnissen stellen die in nachmittelalterlichen Archivalien überlieferten Erlenbacher Freiheitsprivilegien den über bewegte Zeiten hinweg geretteten Rest von Stadtrechten dar, die König Ruprecht im Jahr 1402 dem von der nahen Clingenburg stammenden Edlen Konrad VI. von Bickenbach für ein von ihm dort geplant gewesenes Städtchen „Neuenthal“ verliehen hat. Die hierzu vorgenommene Umsiedelung eines Teiles von Alt-Erlenbach erklärt den Flurnamen „Altdorf“ nahe der Kirche und die in diesem Bereich aufgefundenen Relikte einstiger Baulichkeiten.
1629 wurde Margarete Diepolt aus Erlenbach als Hexe hingerichtet.
Im Zuge der Verwaltungsreformen in Bayern entstand mit dem Gemeindeedikt von 1818 die heutige Gemeinde.

### Auswirkungen der Industrie-Ansiedlung
1917 (endgültige Genehmigung der Ansiedlung 1918) verlegte die Schiffswerft ihren Standort vom Wörther Mainufer auf die Erlenbacher Seite. 1926 folgte die Errichtung und Inbetriebnahme des Kunstfaserwerkes (Vereinigte Glanzstoff-Fabriken AG) nördlich der Stadt (siehe Wirtschaft). Dies führte zu einem Zustrom von auswärtigen Arbeitskräften. 1937 wurde – einen Kilometer von der damaligen Ortsbebauung entfernt – nordwestlich des Altortes und der Bahnlinie ein „Siedlungs-Musterhaus“ errichtet. In der Folgezeit entstand eine Siedlung mit einheitlichen, einfachen Fachwerkhäusern. (Dokumentation und Fotoarchiv). Bis 1942 wurden auf diese Weise 102 Häuser errichtet (Analyse des nationalsozialistischen Siedlungsprogramms). Der Zweite Weltkrieg unterbrach den Siedlungsbau, doch schon im Jahr 1947 wurde die Bautätigkeit wieder aufgenommen, da über 1000 Flüchtlinge und Heimatvertriebene nach Erlenbach kamen. Auch heute ist die Siedlung im Kern noch als geschlossenes Bauensemble erhalten. In der Folgezeit des Wirtschaftswunders warben die Glanzstoffwerke zahlreiche vor allem türkische Gastarbeiter an, deren Nachkommen heute eine große Gruppe der Stadtbevölkerung stellen. Der vergleichsweise hohe Ausländeranteil Erlenbachs von knapp 20 % erklärt sich zusätzlich durch die große Gruppe der Russlanddeutschen, die insbesondere nach dem Zusammenbruch des Ostblocks nach Erlenbach zogen.

### Verwaltungsgeschichte
Im Jahr 1862 wurde das Bezirksamt Obernburg gebildet, auf dessen Verwaltungsgebiet Erlenbach lag. Wie überall im Deutschen Reich wurde 1939 die Bezeichnung Landkreis eingeführt. Erlenbach war nun eine der 35 Gemeinden im Landkreis Obernburg am Main. Mit der Auflösung des Landkreises Obernburg kam Erlenbach am 1. Juli 1972 in den neu gebildeten Landkreis Miltenberg.

### Eingemeindungen
Im Zuge der Gebietsreform in Bayern wurden die früher selbstständigen und landwirtschaftlich geprägten Nachbargemeinden Mechenhard (am 1. Januar 1976) und Streit (am 1. Mai 1978) eingegliedert.
Zum 1. August 2008 wurde das gemeindefreie Gebiet Hohe Berg eingemeindet.

### Einwohnerentwicklung
Im Zeitraum 1988 bis 2018 stieg die Einwohnerzahl von 8.420 auf 10.227 um 1.807 Einwohner bzw. um 21,5 %.
Quelle: BayLfStat

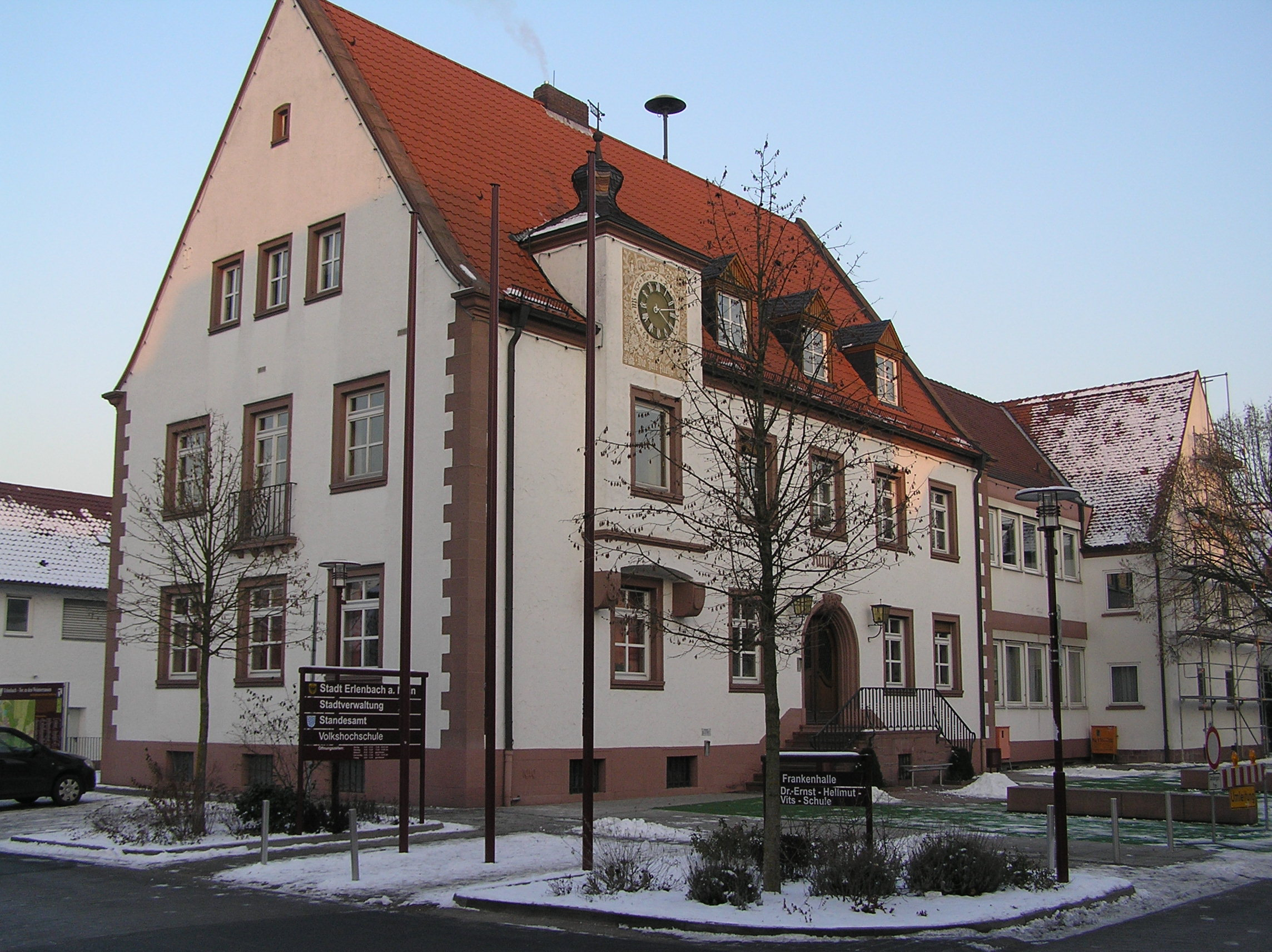
Rathaus
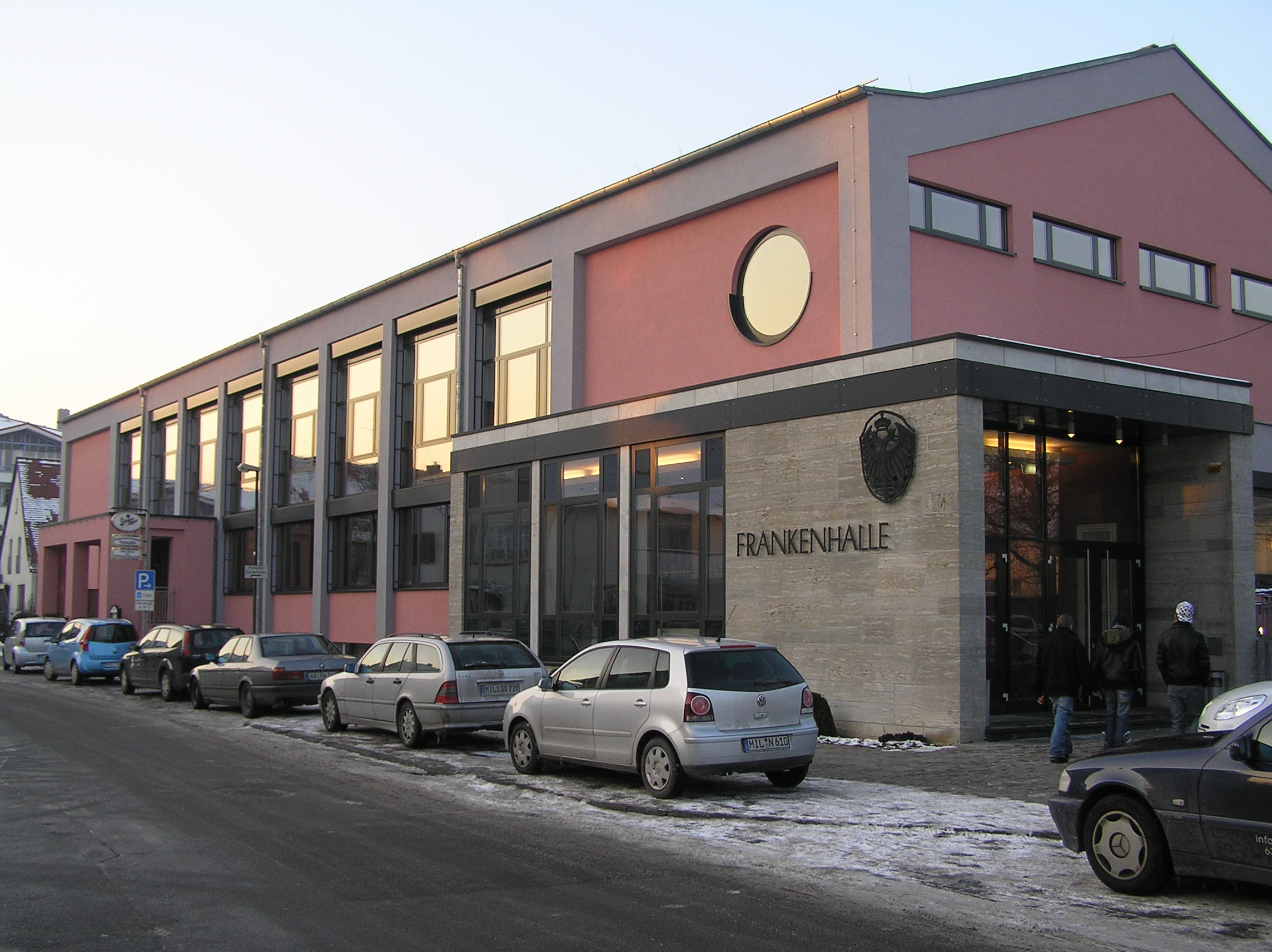
Frankenhalle
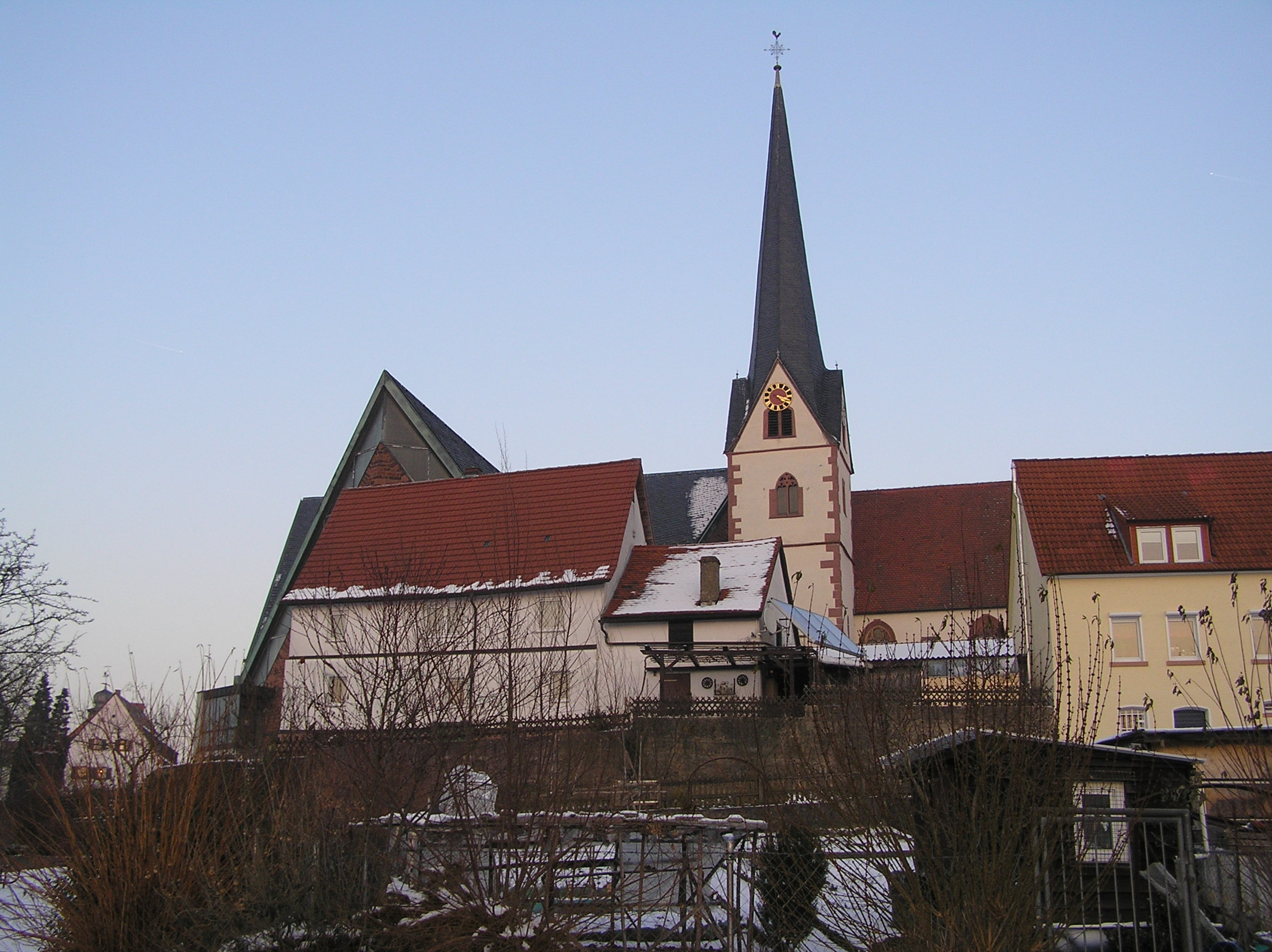
Kirche St. Peter und Paul
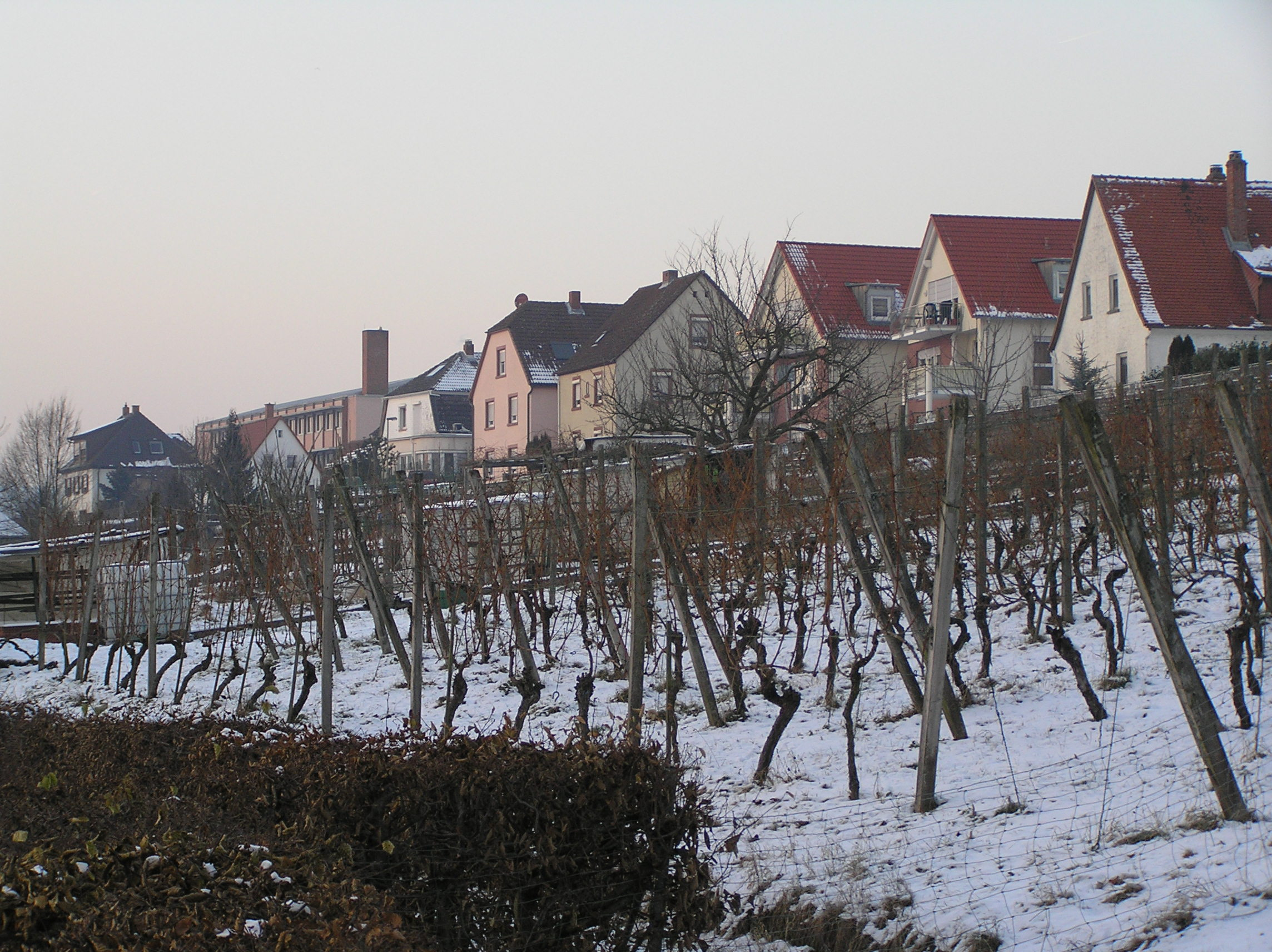
Weinberge am Mainufer

## Politik

### Stadtrat
Der Stadtrat besteht aus 24 Mitgliedern, die sich seit der Kommunalwahl vom 15. März 2020 wie folgt auf die Parteien oder Listen aufteilen:
- SPD: 7
- Grüne: 5
- FW: 2
- CSU: 10

### Bürgermeister
Erster Bürgermeister ist Christoph Becker (CSU), Zweiter Bürgermeister Alexander Monert (CSU) und Dritter Bürgermeister Jörg Barth (Freie Wähler / FWE).

### Wappen
| Wappen von Erlenbach am Main | Blasonierung: „In Gold ein rot gekrönter und golden bewehrter schwarzer Doppeladler, der rechts einen roten Reichsapfel mit goldenem Kreuz, links ein rotes Schwert hält; darüber schwebend ein rot gefütterter Kurfürstenhut mit Hermelinbesatz, goldenen Bügeln, Reichsapfel und Kreuz.“ |
| Wappen von Erlenbach am Main | Wappenbegründung: Das Wappen ist von dem alten Erlenbacher Dorfgerichtssiegel aus dem 18. Jahrhundert abgeleitet. Bis zum Ende des Alten Reichs 1803 gehörte der Ort mit dem Amt Klingenberg zum Territorium des Kurstaates Mainz. Das Dorfgericht führte seit mindestens 1749 ein eigenes Wappensiegel, von dem bis 1804 zwei verschiedene Typare bekannt sind. Beide zeigen den Doppeladler mit Reichsapfel, Schwert und Kurhut. Reichsadler und Fürstenhut weisen auf die Stellung des einstigen Landesherrn als Kurfürst und Erzkanzler des Reiches hin, ebenso die Farben Rot, Gold und Schwarz. Der Reichsadler gilt als Hinweis auf die Beziehung des Ortes zum Alten Reich, die wahrscheinlich auf Kaiser Friedrich Barbarossa im 12. Jahrhundert zurückgeht. |

Das im Jahr 1953 dem Markt Erlenbach am Main neu verliehene Wappen basiert auf zwei Siegeln, die das Dorfgericht Erlenbach nachweislich in der Zeit 1722 bis 1810 führte und deren Bilder sich entsprachen. Beide Siegel zeigten einen gekrönten Doppeladler, der in der rechten Klaue den Reichsapfel mit Kreuz und in der linken Klaue ein Schwert hält. Über den Adlerköpfen schwebte ein Kurfürstenhut. Unterhalb der Adlerköpfe befanden sich die Buchstaben E und B (Erlenbach).

### Städtepartnerschaften

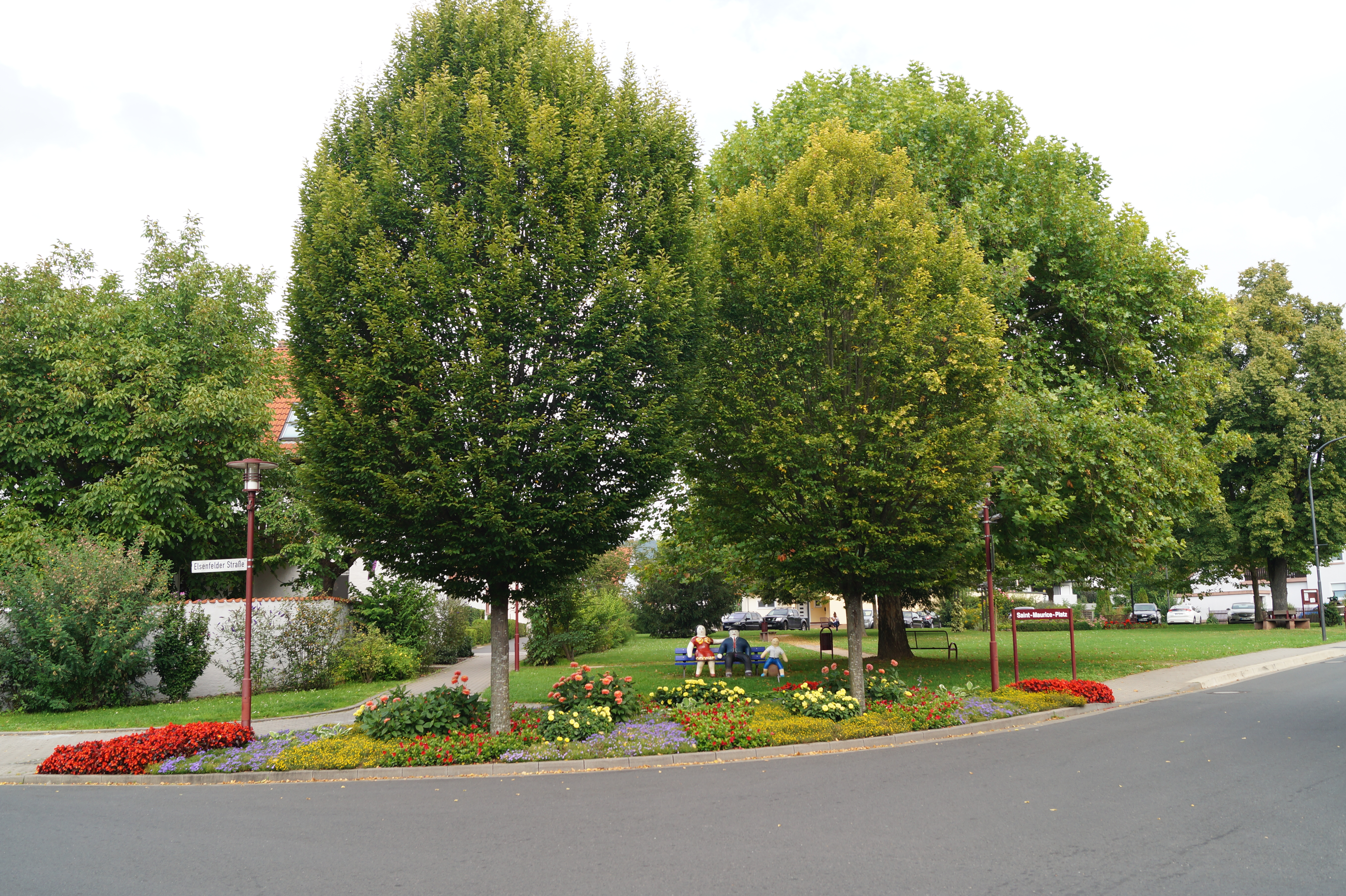
Saint-Maurice-Platz in Erlenbach

Die Stadt unterhält Partnerschaften mit dem französischen Saint-Maurice, Département Val-de-Marne, dem schweizerischen Erlenbach am Zürichsee im Kanton Zürich und seit Juni 2012 mit dem schweizerischen Erlenbach im Simmental.

## Kulturelles

### Religionen
Im Stadtgebiet finden sich gleich vier katholische Kirchen:
- St. Peter und Paul, gelegen in der Altstadt in Mainnähe. Die Kirche hat gotische Wurzeln, die bis ins 15. Jahrhundert zurückreichen. Nach einer tiefgreifenden Erweiterung im Jahr 1966 wurde die Kirche 2017 letztmals renoviert.[19] Die Kirche ist bekannt für ihre Orgel der Firma Albiez von 1985 (vollendet von Orgelbau Vleugels), die mit ihren 43 Registern[20] regelmäßig für Orgelkonzerte hochkarätiger Interpreten genutzt wird.
- St. Josef (Siedlung). Durch den ständigen Zustrom von Arbeitern der benachbarten Glanzstoffwerke und zahlreicher Kriegsvertriebener entstand der Wunsch nach einer weiteren Kirche, die 1954 nördlich der Bahnlinie errichtet wurde. Die Pläne stammen von Albert Boßlet und Erwin van Aaken.[21] Die Kirche fasst über 600 Gläubige und verfügt über ein 4-stimmiges Bronzegeläute der Firma Otto, Bremen (Plenum Geläute[22])
- St. Josef (Gemeindeteil Mechenhard)
- St. Karl Borromäus (Gemeindeteil Streit)

Die vier ehemals eigenständigen Pfarreien wurden 2009 zur Pfarreiengemeinschaft Christus, der Weinstock zusammengefasst.
Die evangelischen Christen am Ort besuchen die Martin-Luther-Kirche, eine Saalkirche von 1956. Sehenswert ist hier das Wandmosaik von Josef Reißl.
Seit Januar 2007 gibt es zudem einen Gebetsraum der Evangelisch-Freikirchlichen Gemeinde Erlenbach.
Außerdem gibt es für die islamische Gemeinde seit 1965 eine Moschee der DITIB.

### Vereinsleben
In Erlenbach und seinen Ortsteilen Streit und Mechenhard gibt es ein reges Vereinsleben in kulturellen, sportlichen und anderen Bereichen.
Die größten Vereine sind der Turnverein Erlenbach 1905 e. V. mit 650–700 Mitgliedern, der Angebote zum Beispiel in den Bereichen Tanz, Turnen, Gymnastik, Handball und Volleyball bietet, sowie der Sportverein Erlenbach 1919 e. V. mit rund 600 Mitgliedern. Der SV Erlenbach ist ein Fußballverein; seine erste Mannschaft spielte zwischen 2012 und 2018 ununterbrochen in der Bayernliga Nord. Mit der Saison 2018/19 ist die Mannschaft des SVE in die Landesliga Nordwest abgestiegen (nach Relegation). Mit dem DJK Erlenbach 1956 e. V. hat die Stadt auch einen Tischtennisverein. Der Tennisverein TC Schwarz-Gold Erlenbach e. V. trainiert auf sechs Plätzen im Wald nördlich von Erlenbach, unweit des Sportplatzes des SV Erlenbach.
Es existieren zahlreiche weitere größere und kleinere Sportgruppen. Im kulturellen Bereich ist zum Beispiel der Gemischte Chor Erlenbach 1948 e. V. zu erwähnen, der einmal jährlich eine große Choraufführung veranstaltet, so zum Beispiel 2017 die Aufführung von Brahms’ Deutschem Requiem.
In allen drei Gemeindeteilen (Erlenbach-Stadt, Streit, Mechenhard) gibt es Freiwillige Feuerwehren, wobei allein die Feuerwehr Erlenbach-Stadt 190 Vereinsmitglieder zählt.

### Theater und Film
Das kulturelle Leben in Erlenbach hat viele Gesichter. Die renovierte Frankenhalle bietet die Bühne für Theater, Musicals und Konzerte. Eine weitere kulturelle Bereicherung ist die „Kino-Passage“, die seit 1979 als Programmkino etabliert ist und wiederholt für ihre hervorragende Programmauswahl ausgezeichnet wurde. Nicht zu vergessen sind schließlich die vielen Feste und Märkte, die ebenso zum kulturellen Leben gehören, zum Beispiel das jährliche Weinfest am zweiten Juliwochenende oder der Erlenbacher Adventskalender, bei dem die Fassade des Rathauses zum überdimensionalen Adventskalender umfunktioniert wird.

### Weinbau
Auch wenn wahrscheinlich schon die Römer die Weinrebe ins Maintal brachten, wird der Weinbau in Erlenbach erst 1000 Jahre später durch eine Urkunde vom 2. Januar 1261 erstmals belegt. Erlenbach liegt seit 1990 am Fränkischen Rotwein-Wanderweg. Die Lage zeichnet sich durch ihr warmes Mikroklima und die typischen Terrassenhänge aus Buntsandstein aus. Zahlreiche haupt- und nebenberufliche Winzer bauen Wein an, unter anderem Spätburgunder und Portugieser, aber auch Müller-Thurgau, Silvaner und Riesling. Neben dem alljährlichen Weinfest bieten saisonale Häckerwirtschaften die lokalen Erzeugnisse zur Verkostung an.

### Baudenkmäler
Im Wald zwischen Erlenbach und Elsenfeld finden sich als Relikte des Zweiten Weltkriegs Überreste von Bunkern und Geschützständen der sogenannten Wetterau-Main-Tauber-Stellung. Nach dem Zweiten Weltkrieg wurden die Bunker von amerikanischen Truppen gesprengt.

## Wirtschaft, Infrastruktur und Bildung

### Wirtschaft
Die chemische Industrie war im 20. Jahrhundert Motor für die Erlenbacher Stadtentwicklung. Die sog. Glanzstoffwerke, 1924 im noch sehr ländlichen Raum zur Herstellung von Viskosegarn angesiedelt, entwickelten sich in der Folgezeit zum Magneten für Arbeitskräfte. Nach diversen unternehmerischen Veränderungen und Krisen firmiert der Standort heute als Industrie Center Obernburg (ICO), obgleich der Firmenkomplex auf Erlenbacher (und in Teilen Elsenfelder) Gemarkung liegt. Nach Zahlen von 2012 sind am Standort etwa 3000 Mitarbeiter beschäftigt. Mit seiner breiten Palette produzierter bzw. verarbeiteter Kunstfasern (Viskose, Nylon, Polyester…) stellt der Standort eine Besonderheit dar. Ansässige Unternehmen sind beispielsweise ENKA (Textile Viskose), Cordenka (technische Viskose, auch bekannt als Rayon), PHP Fibers (Nylongarne für z. B. Airbags, Polyestergarne z. B. für Sicherheitsgurte). Neben assoziierten Unternehmen wie Analytiklabors, Prüf- und Kalibrierunternehmen sind im Standort mittlerweile auch nicht-industrielle Unternehmen angesiedelt, beispielsweise die BKK Akzo Nobel (Krankenkasse) und die Degussa Bank. Der typisch süßliche Viskose-Geruch, eine Mischung von Schwefelwasserstoff und Kohlenstoffdisulfid, war ein Markenzeichen aller Anrainergemeinden des ICO, hat sich allerdings durch verbesserten Immissionsschutz (neue 88 m hohe Abluftkamine) stark reduziert.
Weithin sichtbare Landmarke des ICO sind der 186 m hohe Stahlbetonschornstein sowie die drei circa 110 m hohen Stahlkamine des Kraftwerks. Das Standortkraftwerk hat eine Feuerungswärmeleistung von 300 MW (konventionelle Erdöl- und Erdgaskessel) + 194 MW (GuD-Dampfturbine) und erzeugt neben Elektrizität für den Standort und das öffentliche Netz auch Prozessdampf und -wärme. Die elektrische Leistung liegt bei 100 MW.
Im Industriegebiet „Im Fluss“, das Anfang der 2000er Jahre zwischen dem ICO-Standort und der Stadt Erlenbach angelegt wurde, hat sich neben diversen Dienstleistungs- und Handwerksbetrieben die Firma Hemmelrath Lackfabriken mit einem Zweigwerk angesiedelt.
Erwähnenswert ist auch der Traditionsbetrieb „Erlenbacher Schiffswerft“. Die Werft kann auf eine Geschichte seit 1668 zurückblicken und befindet sich seit 1917 am jetzigen Standort südlich der Altstadt. Die Werft wird seit 1997 als familieneigene Betreibergesellschaft geführt und hat sich auf Reparaturen und Schiffsumbauten spezialisiert. Sie betreibt eine von wenigen Hellingsanlagen auf der Strecke Köln – Linz.

### Infrastruktur
Der Bahnhof Erlenbach (Main) liegt an der Bahnstrecke Aschaffenburg–Miltenberg. Auch die Station Glanzstoffwerke auf Höhe des Industrie Centers Obernburg liegt auf Erlenbacher Gemarkung. Die Maintalbahn überquert zwischen Erlenbach und Wörth auf einer Stahlbrücke den Main. Durch den Ort führt die Staatsstraße 2309. Mit Straßenbrücken in Elsenfeld und Klingenberg ist Erlenbach an die Bundesstraße 469 angebunden, die linksmainisch von Miltenberg in Richtung Aschaffenburg führt und das Oberzentrum mit dem Rhein-Main-Gebiet verbindet. Nördlich von Erlenbach, beim Main-Flusskilometer 107, liegt ein geschützter Sportboothafen, der vom Erlenbacher Wassersportclub e. V. betrieben wird.
Neben ortsansässigen Allgemein- und Fachärzten ist Erlenbach Standort der Helios Klinik Erlenbach, einem Krankenhaus der Grund- und Regelversorgung mit knapp 300 Betten. Das ehemalige Kreiskrankenhaus wurde 2005 zunächst an die Rhön-Klinikum AG veräußert, welche nach Sanierung bis 2011 das Haus zusammen mit 42 anderen Kliniken an Helios verkaufte.
Erlenbach unterhält ein öffentliches Freibad, das Bergschwimmbad Erlenbach am südlichen Ortsrand. Nachdem im gefliesten 50-m-Becken große Wasserverluste durch Risse aufgetreten waren, entschloss sich der Stadtrat zu einer umfassenden Sanierung, die nach zwei Jahren Bauzeit 2017 abgeschlossen wurde. Im Zuge der Sanierung wurde das Freibad optisch aufgewertet (50-m-Edelstahlbecken, Wellenrutsche, Kinderbereich…) und energetisch auf den neuesten Stand gebracht.
Auch die große Dreifachturnhalle der Stadt, die Barbarossahalle neben der gleichnamigen Mittelschule, wurde 2017 saniert und optisch aufgewertet. Die marode Turnhalle des TV Erlenbach soll durch einen Neubau ersetzt werden.

### Bildung
Die örtliche Grundschule trägt nach einem Vorstandsvorsitzenden der Glanzstoffwerke (siehe Wirtschaft) den Namen Dr. Ernst-Hellmut-Vits-Schule. Die Schule hat einen Inklusionsschwerpunkt und bietet Ganztagsbetreuung an.
Die örtliche Mittelschule (früher Hauptschule) heißt Barbarossaschule und bietet einen Mittlere-Reife-Zug. Die Schule zog zum Schuljahr 2016/17 von einem Altbau aus den 1960er/1970er-Jahren in ein neues Schulgebäude wenige Meter entfernt.  Der Altbau wurde aufgegeben und abgerissen, da eine energetische Sanierung als nicht rentabel angesehen wurde und das Gebäude für aktuelle Schülerzahlen überdimensioniert war. Der Neubau wurde als ÖPP-Projekt abgewickelt, Generalunternehmer war die Firma Goldbeck aus Bielefeld, die die Infrastruktur für die ersten 25 Jahre betreibt. Die Kosten des Neubaus betrugen 9,5 Mio. Euro.
Auch das Gymnasium am Ort, das Hermann-Staudinger-Gymnasium Erlenbach am Main, durchläuft aktuell einen gravierenden Umbau, in dem der Altbau von 1967 kernsaniert und erweitert wird. Das Gymnasium bietet einen mathematisch-naturwissenschaftlichen (NTG) und einen wirtschaftswissenschaftlichen Zweig (WSG-W) für seine aktuell rund 800 Schülerinnen und Schüler, eine offene und gebundene Ganztagsbetreuung und hat sich durch sportliche (Kooperation mit dem Handball-Leistungszentrum Großwallstadt), technische (Roboterbau) und soziale Aktivitäten (Projekt „Begegnung der Generationen“) einen guten Ruf erworben.
Die Stadtbibliothek Erlenbach am Main liegt am Bahnhof und bietet die kostenlose Ausleihe von circa 20 000 Medien an.
Die örtliche Volkshochschule VHS Erlenbach wird von jährlich bis zu 6000 Menschen genutzt.
Die örtliche Musikschule besteht seit 1981 und unterrichtete im Jahr 2016 etwa 200 Schüler im Instrumentalspiel.

## Persönlichkeiten

### Söhne und Töchter der Stadt
- Aloys Schmitt (1788–1866), Komponist, Pianist und Musikpädagoge
- Waldram Hollfelder (1924–2017), Musikwissenschaftler und Komponist
- Manfred Meisel (1948–1997), Gastronom und prägende Figur des Ballermans
- Marliese Arold (* 1958), Kinder- und Jugendbuchautorin
- Thomas Kroth (* 1959), Fußball-Nationalspieler
- Carsten Schloter (1963–2013), Manager
- Dirk Hartmann (* 1964), Psychologe, Philosoph und Hochschullehrer
- Thomas Braun (* 1968), Chemiker und Hochschullehrer
- Ingo Munz (* 1973), Schriftsteller, Verleger, Journalist und Online-Redakteur
- Gunther Geltinger (* 1974), Heinrich-Heine-Preisträger, Inselschreiber, Romanautor
- Tobias Kämmerer (* 1975), Radio- und Fernsehmoderator
- Claudia Lieb (Illustratorin) (* 1976), Illustratorin und Grafikerin
- Jochen Seitz (* 1976), Fußballspieler und -trainer
- Mario Steffen (* 1976), Schlagersänger
- Daniel Haas (* 1983), Fußballtorwart
- Fabian Englert (* 1990), Schachspieler
- Isabell Roch (* 1990), Handballspielerin
- Markus Kolke (* 1990), Fußballspieler
- Philipp Roth (* 1991), Komponist
- David Sossenheimer (* 1996), Volleyball- und Beachvolleyballspieler
- Leon Köhler (* 1999), Rennfahrer
- Christos Erifopoulos (* 2000), Handballspieler
- Jason Lieb (* 2001), Volleyball- und Beachvolleyballspieler

### Mit Erlenbach verbunden
- Kurt Klühspies (* 1952), Handballweltmeister

## Kurioses
Sandhasen – ist für viele Ortschaften am Main ein gebräuchlicher Spottname. Besonders in den Mainniederungen, in und um Erlenbach, findet sich ein besonders sandhaltiger Boden. Aus diesem Grund werden Erlenbach und die Nachbarortschaften z. B. Röllfeld und Elsenfeld mit dem Ortsnecknamen „Sandhasen“ bedacht.